# Staré Bříště
Staré Bříště là một làng thuộc huyện Pelhřimov, vùng Vysočina, Cộng hòa Séc.